# Бакнер (Іллінойс)
Бакнер (англ. Buckner) — селище (англ. village) в США, в окрузі Франклін штату Іллінойс. Населення — 409 осіб (2020).

## Географія
Бакнер розташований за координатами 37°58′52″ пн. ш. 89°0′56″ зх. д. / 37.98111° пн. ш. 89.01556° зх. д. (37.981015, -89.015659).  За даними Бюро перепису населення США в 2010 році селище мало площу 2,31 км², з яких 2,26 км² — суходіл та 0,05 км² — водойми.

## Демографія
Згідно з переписом 2010 року, у селищі мешкали 462 особи в 202 домогосподарствах у складі 129 родин. Густота населення становила 200 осіб/км².  Було 222 помешкання (96/км²).
Расовий склад населення:
| - 98,3 % — білих - 0,6 % — корінних американців |

До двох чи більше рас належало 1,1 %. Частка іспаномовних становила 2,2 % від усіх жителів.
За віковим діапазоном населення розподілялося таким чином: 22,5 % — особи молодші 18 років, 59,5 % — особи у віці 18—64 років, 18,0 % — особи у віці 65 років та старші. Медіана віку мешканця становила 42,7 року. На 100 осіб жіночої статі у селищі припадало 106,2 чоловіків;  на 100 жінок у віці від 18 років та старших — 105,7 чоловіків також старших 18 років.
Середній дохід на одне домашнє господарство  становив 33 961 долар США (медіана — 25 139), а середній дохід на одну сім'ю — 43 515 доларів (медіана — 32 159). За межею бідності перебувало 33,6 % осіб, у тому числі 55,3 % дітей у віці до 18 років та 18,7 % осіб у віці 65 років та старших.
Цивільне працевлаштоване населення становило 145 осіб. Основні галузі зайнятості: роздрібна торгівля — 34,5 %, освіта, охорона здоров'я та соціальна допомога — 25,5 %, виробництво — 15,9 %, сільське господарство, лісництво, риболовля — 9,7 %.